# Buket Rata
Buket Rata is een bestuurslaag in het regentschap Langsa van de provincie Atjeh, Indonesië. Buket Rata telt 387 inwoners (volkstelling 2010).